# Komule Davidova

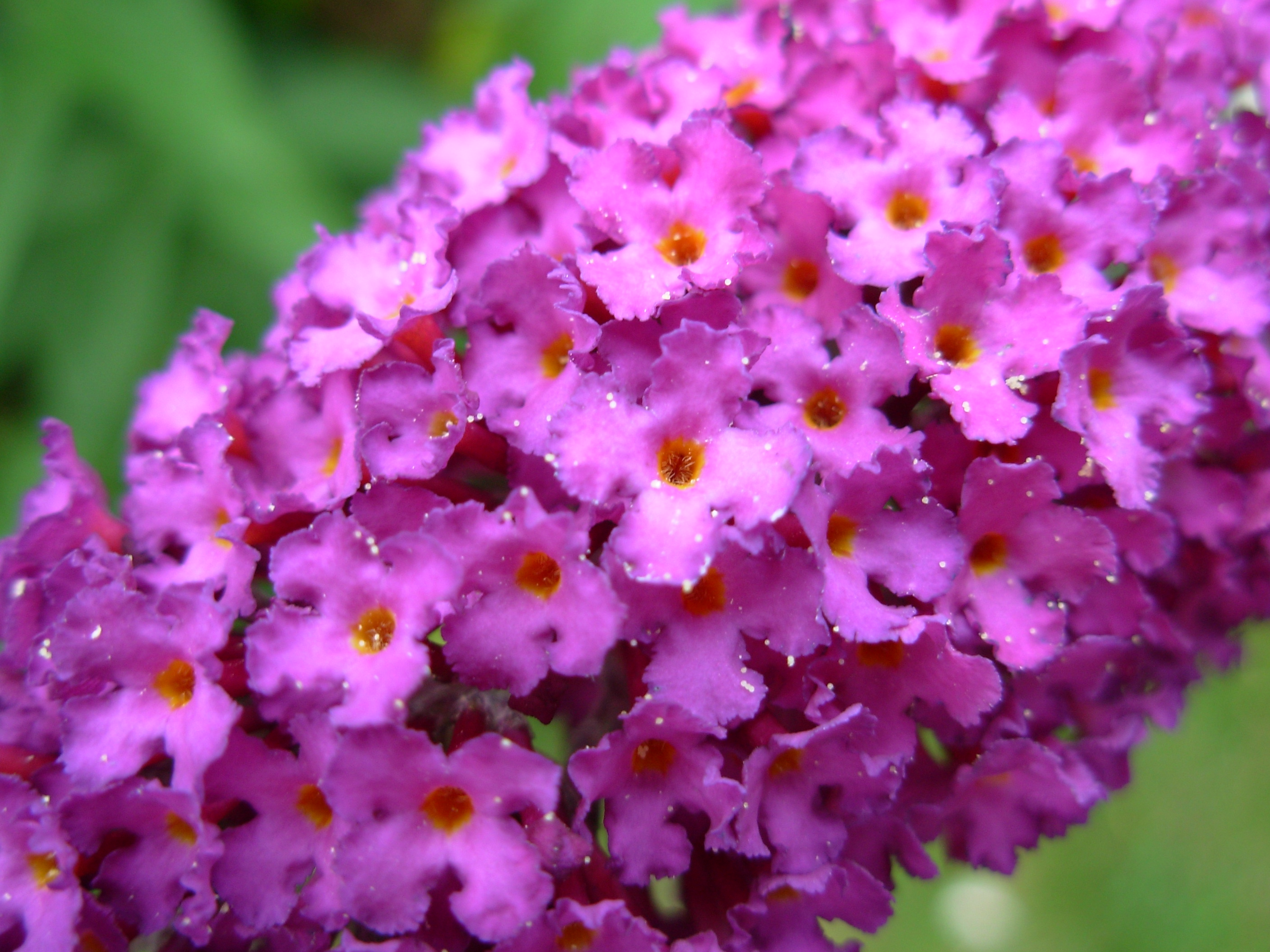
Rozkvetlé květenství

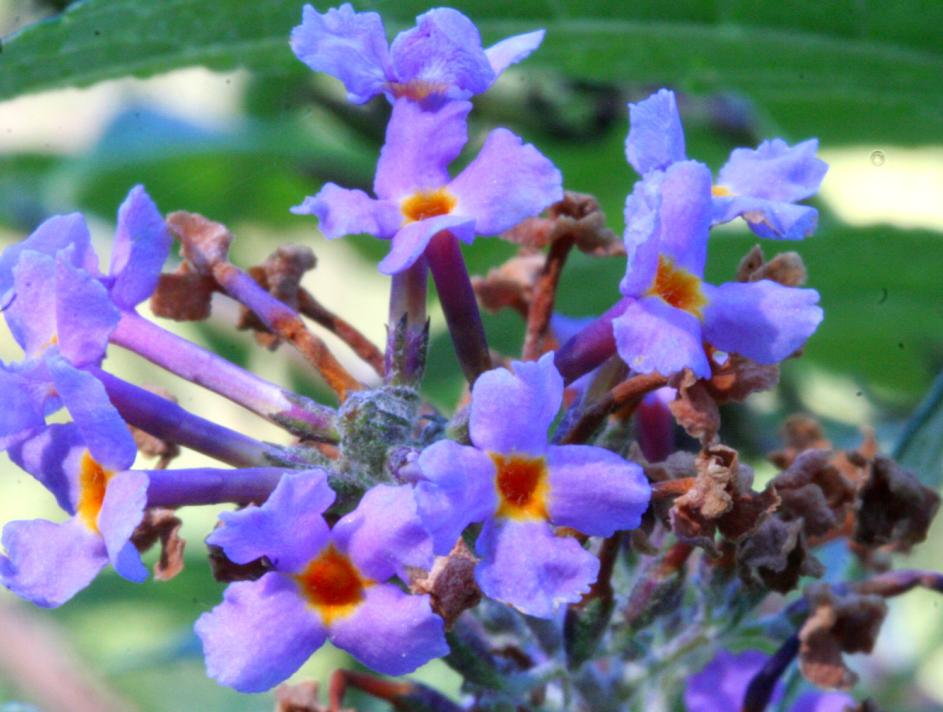
Jednotlivé květy

Komule Davidova (Buddleja davidii) je opadavý, nepravidelně stavěný keř s dlouhými letorosty, který v létě kvete mnoha drobnými, nafialovělými květy. Ty přitahují velké množství motýlů; odtud pochází jedno z jeho lidových jmen – motýlí keř. Je jedním ze dvou druhů rodu komule, které se v České republice pěstují jako okrasné rostliny. Dřevina dostala rodové jméno na počest anglického klerika a botanika Adama Buddlea a druhové jméno podle svého objevitele, francouzského misionáře a botanika Armanda Davida.

## Rozšíření
Místem původního rozšíření komule Davidovy je jihovýchodní Čína (především provincie Če-ťiang, Chu-nan, Chu-pej, Jün-nan, Kan-su, Kuang-si, Kuang-tung, Kuej-čou, S’-čchuan, Šen-si, Ťiang-si, Ťiang-su) a Tibet. Objevena byla na hranicích Číny s Tibetem v roce 1887 a semena poprvé přivezli do Evropy roku 1893. Vypěstované rostliny se ukázaly vhodné pro zahradnictví, proto začalo jejich množení a rozšiřování. V Česku roste komule Davidova od roku 1911; první keř vysadili v zámeckém parku v Průhonicích.
Komule se postupně rozšířila téměř po celé Evropě, roste od Středozemního moře na jihu po severní Norsko a od západního Španělska po Bulharsko na východě. Druh byl zaznamenán také na jihu Afriky, v Zambii, Zimbabwe a Jihoafrické republice. V Severní Americe roste na východním a západním pobřeží Kanady i Spojených států, téměř po celé Střední Americe a na severu Ameriky Jižní. Vyskytuje se skoro ve všech státech Austrálie, na Novém Zélandu i na Havaji. Ve většině těchto zemí se integrovala do tamní přírody.
V Česku se časem stala oblíbenou okrasnou dřevinou mnoha botanických zahrad, parků i zahrad soukromých, odkud má tendenci se šířit do volné přírody, kde zplaňuje; v roce 2000 byl zjištěn její nekontrolovaný růst též v české krajině.

## Ekologie
V místě svého původu, v Číně, roste na horských křovinatých svazích v nadmořské výšce od 800 do 3000 m. Rostlina je tolerantní k širokému spektru podmínek, daří se jí v pásmu mírném i subtropickém. Nejlépe prospívá na slunném a výhřevném stanovišti s dostatečně vlhkou a propustnou půdou zásobenou vápníkem, například na skládkách stavebního odpadu; nevadí jí ani znečištěné ovzduší. Je-li rostlina v polostínu, málo kvete a následně v zimním období snáze namrzá. S příchodem jara obvykle dobře regeneruje a mívá roční přírůstky větví až 2 m dlouhé. Obvykle začíná kvést ve věku dvou let. Ploidie druhu je 4x = 2n = 76. Tento fanerofyt raší poměrně pozdě, obvykle až v květnu, a kvete od července do září.

## Popis
Keř vysoký 2 až 5 m s mírně čtyřhrannými letorosty, které jsou na koncích porostlé krátkými, šedoplstnatými, hvězdovitými chlupy, vyrůstá z bohatě větvených, ale nepříliš hlubokých kořenů. Kůra je brázditá, vláknitá, šedavě hnědá až načernalá. Listy s krátkými řapíky vyrůstají vstřícně, jejich čepele jsou vejčitě kopinaté, dlouhé 8 až 18 cm a široké 5 až 8 cm, na bázi jsou klínovité, na konci zašpičatělé, po okraji hustě pilovité, na líci tmavě zelené a lysé, na rubu šedavě plstnaté a mají 9 až 14 párů žilek.
Květy jsou oboupohlavné a vytvářejí úzká hroznovitá květenství vyrůstající na koncích letorostů, vonné květy mají krátké stopky s čárkovitými listenci. Květenství je válcovité, přímé nebo na konci převislé, dlouhé 10 až 30 cm a široké 3 až 5 cm. Zvonkovitý kalich je asi 3 mm dlouhý a jeho čtyři zelené, špičaté cípy jsou hustě chlupaté. Řepicovitá koruna má úzkou trubku asi 10 mm dlouhou, na konci s lemem rozšířeným do čtyř laloků, u botanického druhu mají korunní lístky barvu lila (pastelově fialovou). Čtyři tyčinky s drobnými prašníky jsou kratší než korunní trubka, dvoudílný semeník je protáhle vejčitý, čnělka nese kyjovitou bliznu. Rostlina není samosprašná a tvorba semen je závislá na opylovačích. Květy produkují hodně nektaru, a proto mají opylovačů dostatek, jsou to hlavně včely, motýli (denní i noční), sršně a v Americe i kolibříci.
Plod je hnědá, úzce vejčitá, dvoupouzdrá, vícesemenná tobolka, asi 7 mm dlouhá a na vrcholu zašpičatělá. Otevírá se dvěma chlopněmi a obsahuje asi 3 mm velká, nahnědlá semena s křidélky. Rozložitý keř vyprodukuje za sezónu několik miliónů semen, která jsou zralá již asi tři týdny po opylení, zimu však přečkávají v uzavřených tobolkách na rostlině a jsou uvolňována až s příchodem jara. Více než 95 % semen je rozptýleno dále než 10 m od rostliny, mohou také být po dopadu roznášena vodou. V půdě si zachovávají vysokou životnost asi 2,5 roku, poté rychle klesá. Nemají vrozenou dormanci a pro klíčení potřebují světlo, teplotu od +6 do +25 °C a vlhkost. Rostliny se velice snadno reprodukují též bylinnými nebo dřevitými řízky z větví nebo odkopky z kořenů. Kvete na letošních výhonech, a proto je doporučen každoroční jarní řez, po kterém dobře regeneruje, pozdější má negativní vliv na kvetení následného roku.

## Invazní schopnosti
Komule Davidova má potenciál pro rychlou expanzi na nová území. Pravidelně uzrávají velká množství semen, jejich rozptylování větrem a vysoká míra klíčivosti pozitivně přispívají k šíření. Vytvářejí houštiny na neobhospodařovaných plochách podél železnic i silnic a lehká semena se úspěšně šíří podél dopravních koridorů. Jsou rozvážena společně s nákladem nebo prostě rozfoukávána prouděním vzduchu jedoucích vozidel. Po dopadu na místa s narušenou půdou jsou ochotná tolerovat širokou škálu fyzických podmínek, vyklíčit a brzy vykvést. Je za invazní druh považována hlavně v Austrálii a na Novém Zélandu, kde silně konkuruje původní vegetaci, bráníc ji v růstu i rozmnožování. Na severním novozélandském ostrově bylo v národním parku Urewara shledáno až 2500 rostlin na ploše 1 hektaru (jedna rostlina na 4 m²).

## Význam
Jelikož komule Davidova v současné době patří mezi nejoblíbenější zahradní rostliny a je hojně vysazována, stala se pro zahradnický průmysl hospodářsky významnou rostlinou. Oblibu si získala kvůli nenáročnosti pěstování, dlouhé době kvetení, barevným a vonným květům a atraktivitě pro motýly. Bylo vyšlechtěno přes devadesát kultivarů s rozdílnými tvary a barvou květů či listů, odlišnou morfologií či odolností vůči chladu. Nyní existují i rostliny s neplodnými semeny. Květenství tak mohou být tvořena květy s barvou od bílé po tmavě fialovou, případně jsou dvoubarevná; některé kultivary mají panašované listy. U některých odrůd dosahují květenství délky až 80 cm.
Listy keřům okusuje skot i kozy, na rozdíl od jelení zvěře. Jsou ožírány slimáky a vysávány mšicemi, molicemi a roztoči. Pokud jde o hmyz, napadají je nosatci rodů Cleopus, Gymnaetron, Merus a klopušky rodu Campylomma.

## Možnost záměny
Druhou komulí, v české krajině vysazovanou jen vzácně, je komule střídavolistá. Ta se odlišuje, jak již druhové jméno napovídá, především střídavě vyrůstajícími listy, nižším a rozložitějším růstem keře a růžově purpurovými květy sestavenými do hustých, kulovitých svazečků na větvích z předešlého roku. Ploidie tohoto druhu je 2n = 38.

## Galerie

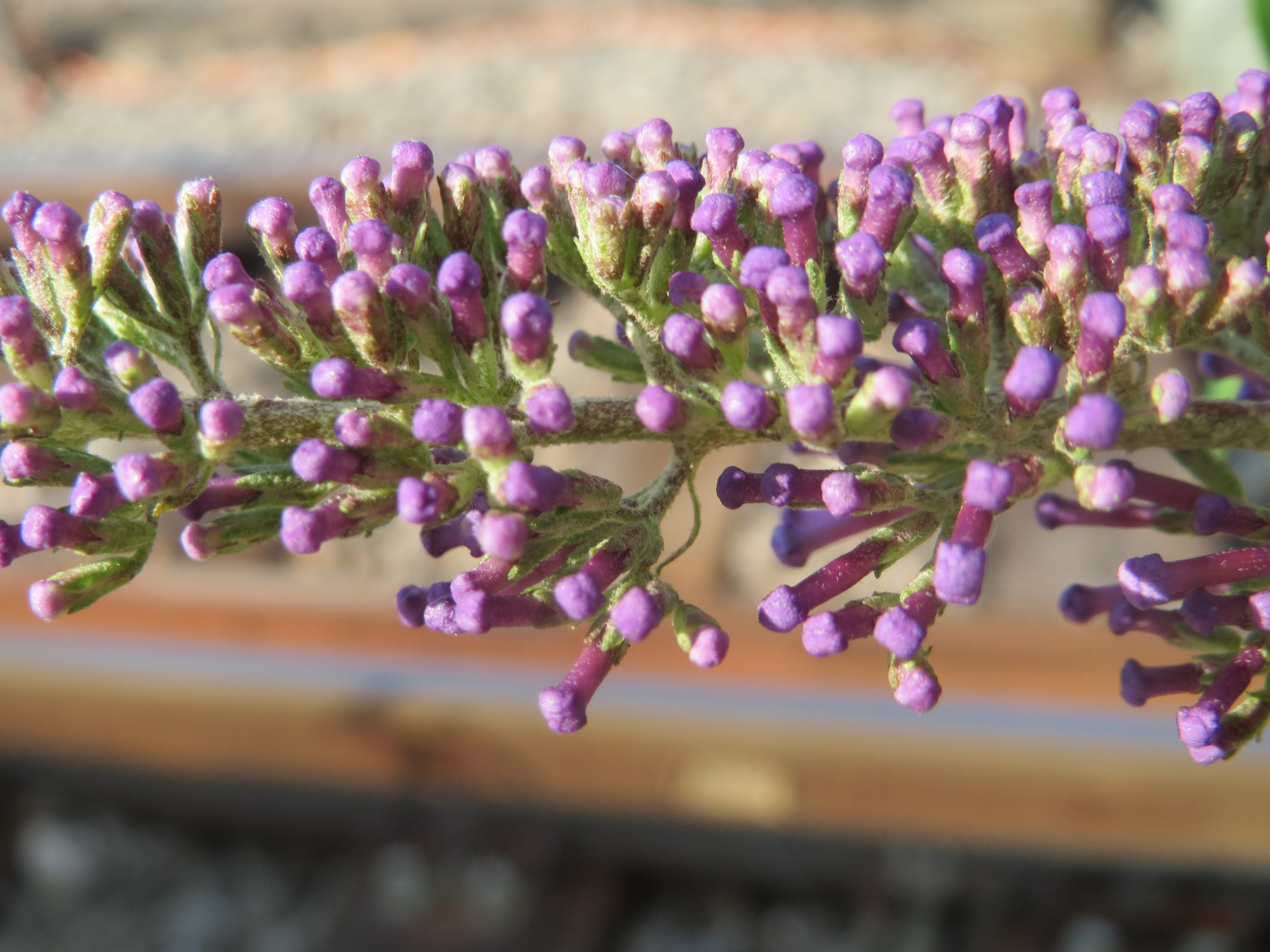
Nakvétající květenství
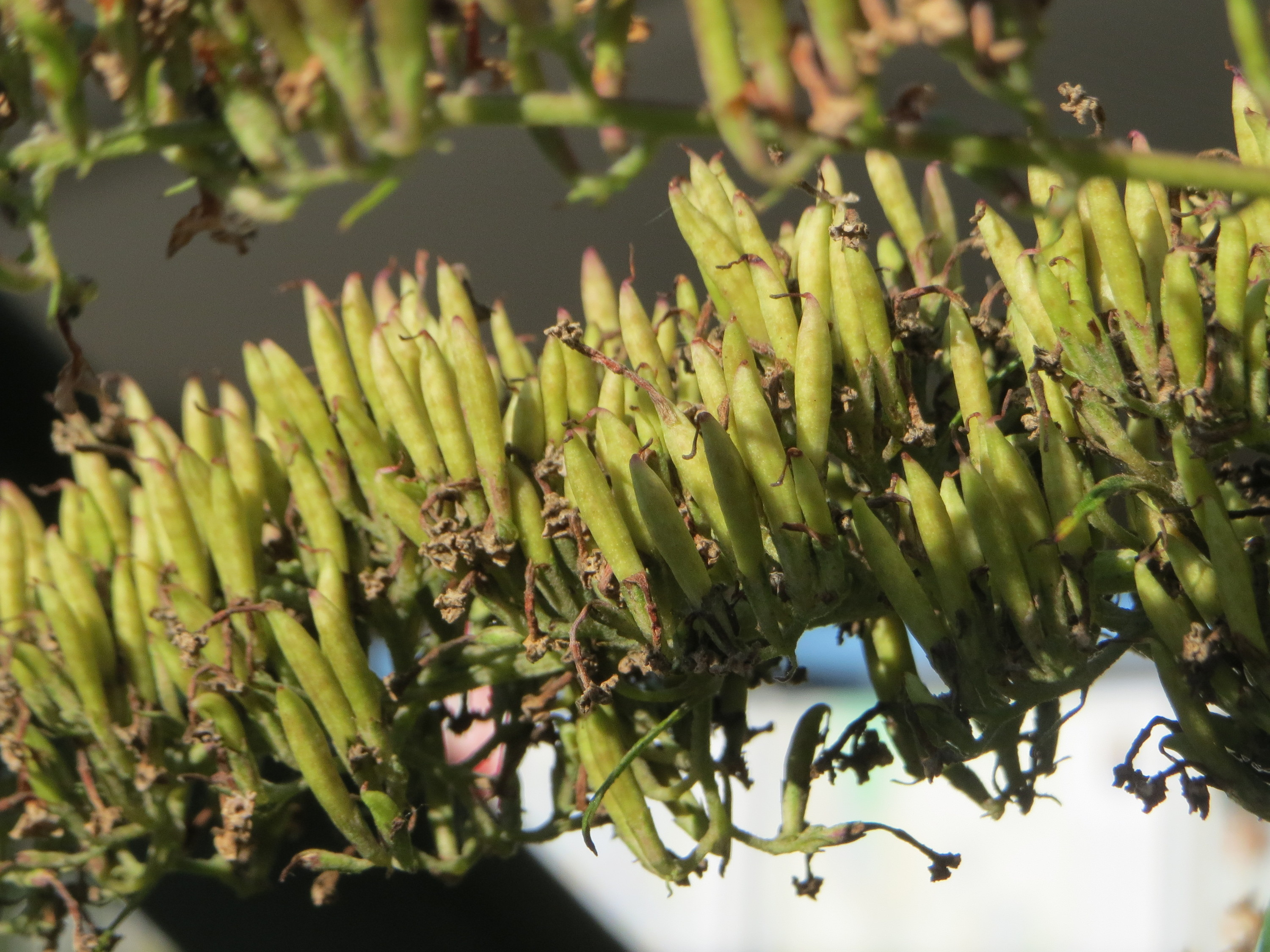
Zrající tobolky
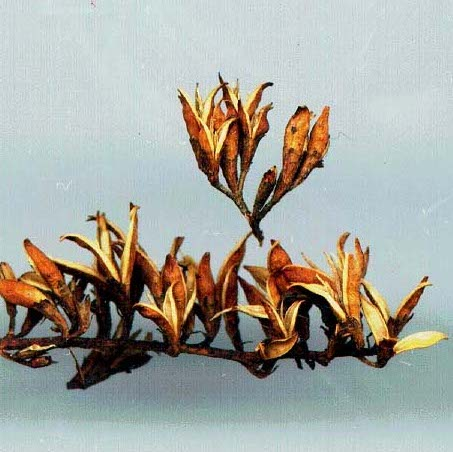
Otevřené tobolky
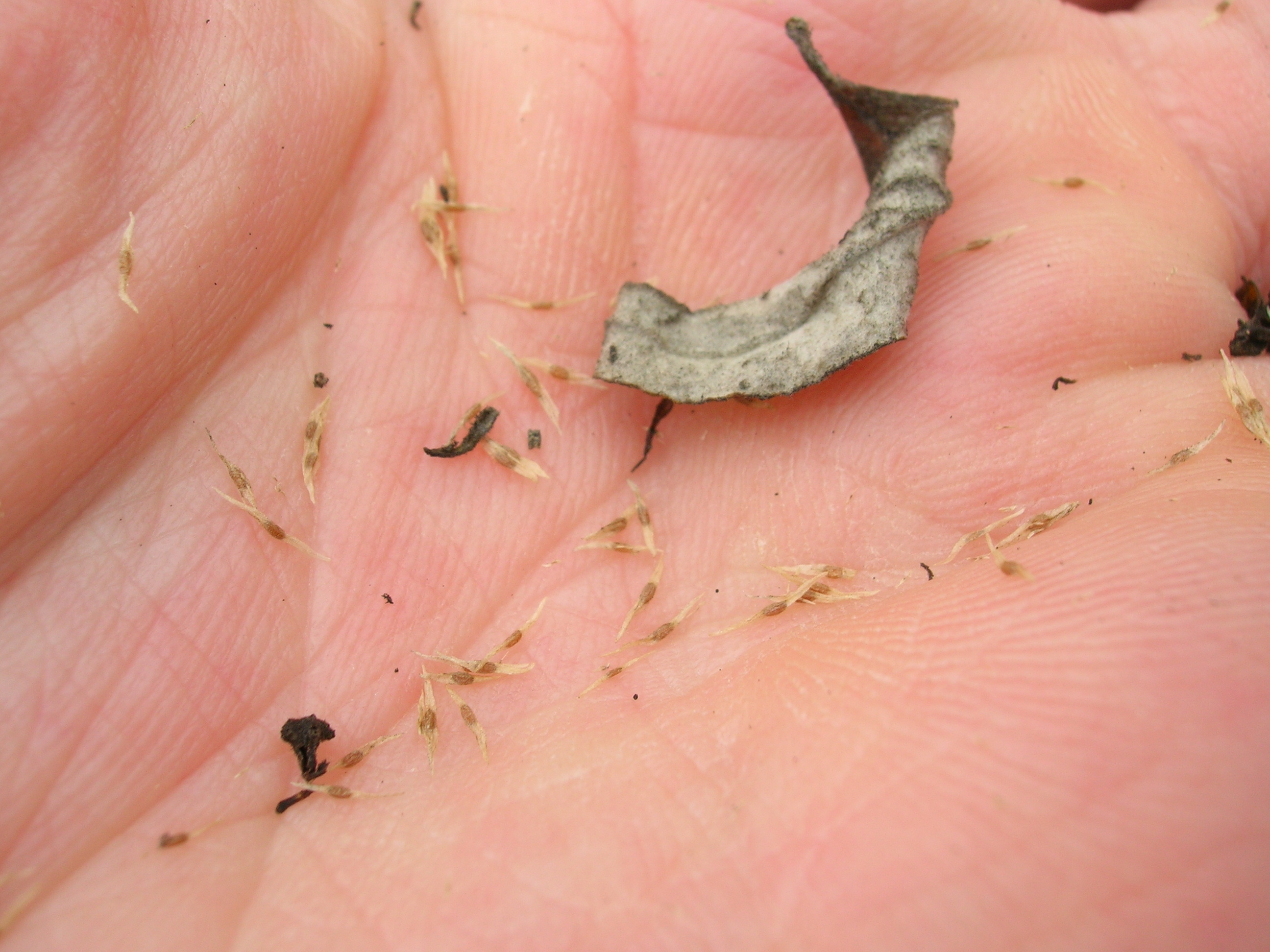
Semena